# Étienne-Louis Malus
Étienne-Louis Malus (pron. IPA: [eˈtjen ˈlwi maˈlys]; Parigi, 23 luglio 1775 – Parigi, 24 febbraio 1812) è stato un fisico, ingegnere e matematico francese.

## Biografia
Ufficiale del genio francese in Egitto, scoprì nel 1809 la polarizzazione della luce per riflessione.